# Maria Florio
Maria Florio (...) è una regista, sceneggiatrice e produttrice cinematografica statunitense.

## Filmografia
Produttore
- Broken Rainbow (1985)
- Tibet: Cry of the Snow Lion (2002)
- Murder, Spies & Voting Lies: The Clint Curtis Story (2008)
- Big River Man (2009)
- The Last Days of Extraordinary Lives (2011)
- Man Up and Go (2014)
- Senza via di scampo - La vera storia di Anna Frank (2015)
- Atticus and the Architect (2016)
- The Flow
- The Dark Hobby

## Riconoscimenti
- Premio Oscar al miglior documentario Broken Rainbow (1985)[1]